# 布萊克尼
布萊克尼（英語：Blakeney）是英國諾福克郡的一個沿海村莊和民政教區。布萊克尼位於諾福克海岸傑出自然風景區和北諾福克遺產海岸內。布萊克尼位於諾里奇西北34公里（21.1英里）處，克羅默以西18.5公里（11.5英里）處，倫敦北北東方112英里（180公里）處。
該民政教區面積為3.8平方英里（9.9平方公里），根據2001年英國人口普查的數據顯示，布萊克尼有402 戶、789人。就地方政府而言，該教區屬於北諾福克區。